# Сабанівка
Сабанівка — село в Україні, в Шептицькому районі Львівської області. Населення становить понад 300 осіб.

## Географія
У селі бере початок річка Небіжка, ліва притока Судилівки.

## Історія
У радянські часи називалось Собанівка.

## Населення

### Мова
Розподіл населення за рідною мовою за даними перепису 2001 року:
| Мова       | Кількість | Відсоток |
| ---------- | --------- | -------- |
| українська | 329       | 99.1%    |
| російська  | 3         | 0.9%     |
| Усього     | 332       | 100%     |

## Персоналії
Уродженцем села є Кратко Роман Зіновійович (1990—2014) — старший солдат Збройних сил України, учасник російсько-української війни, загинув 2014-го під Зеленопіллям.